# Louis-Victor Baillot
Louis-Victor Baillot (Percey, 9 aprile 1793 – Carisey, 3 febbraio 1898) è stato un militare francese, ultimo veterano francese della battaglia di Waterloo, vissuto fino all'età di 104 anni e 325 giorni.

## Biografia
Nato a Percey nel dipartimento della Yonne nella regione della Borgogna nel 1793, nel luglio 1812 cominciò la sua carriera militare nella Grande Armata di Napoleone e venne dislocato a Neuf-Brisach in Alsazia nel 3º Battaglione della demi-brigade (reggimento) di fanteria di linea. Con il suo battaglione fu spostato dall'Alsazia a Magonza e infine nella primavera del 1813 a Erfurt, per essere poi mandato sulla Vistola dove accolse i reduci provenienti dalla ritirata della Campagna di Russia.
Il 17 aprile 1813 ebbe il battesimo del fuoco a Wittenberg, poi da settembre 1813 all'agosto 1814 fu sotto gli ordini del maresciallo dell'Impero Louis Nicolas Davout. Dopo la caduta di Napoleone venne smobilitato il 13 agosto 1814, ma nell'aprile 1815 venne richiamato alle armi e entrò a far parte del 105º Reggimento di fanteria di linea dell'Armée du Nord con sede a Lilla e fu subito spostato verso il Belgio durante i cento giorni; qui prese parte alla battaglia di Waterloo (18 giugno 1815), venne ferito gravemente, e creduto morto fu lasciato sul campo di battaglia.
Il giorno dopo la battaglia venne catturato dagli inglesi e portato in Inghilterra a Plymouth come prigioniero di guerra; liberato alla fine del 1816, sbarcò a Boulogne-sur-Mer e raggiunse a piedi Auxerre, dove venne riformato e giudicato invalido di secondo grado.
Non riconosciuto dai suoi familiari trascorse un periodo molto lontano dalla sua famiglia fino a quando non fu riaccolto.
Venne onorato della Medaglia di Sant'Elena per la sua partecipazione alle guerre napoleoniche.
Morì a 104 anni a Carisey, il 2 febbraio 1898 nella sua regione natìa alle due del mattino; i funerali si svolsero il 5 febbraio alla presenza del sindaco Alexandre Millot e delle più importanti autorità del dipartimento, la sua bara fu tumulata nel cimitero di Flogny-la-Chapelle al grido di «Viva l'Imperatore».

## Tomba
Sulla sua tomba, nel cimitero di Flogny-la-Chapelle, si può leggere:

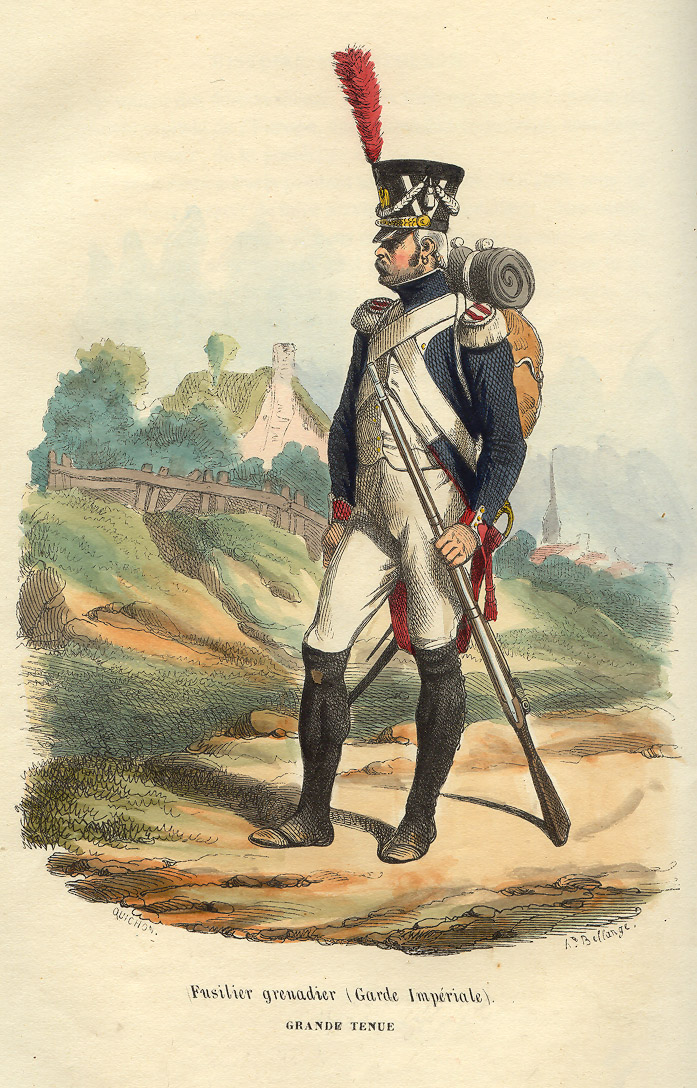
Divisa dei granatieri francesi della Grande Armata di Napoleone.